# A Best 2: Black
 (février 2023).
Albums de Ayumi Hamasaki
A Best 2: White
(2007) Guilty
(2008)
A Best 2 -Black- (écrit en majuscules : A BEST 2 -BLACK-) est le 3e (ex æquo)  album compilation "best of" de Ayumi Hamasaki.

## Présentation
L'album sort le 28 février 2007 au Japon sous le label Avex Trax, produit par Max Matsuura ; il sort le même jour qu'un autre album compilation de la chanteuse au titre similaire, A Best 2 -White-, et trois mois seulement après son précédent album original, Secret. Il atteint la 2e place du classement de l'Oricon, mais derrière l'autre volume "White", faisant d'Hamasaki la première chanteuse à y occuper simultanément les deux premières places. Il se vend à 470 057 exemplaires la première semaine, et reste classé pendant 52 semaines, pour un total de 702 900 exemplaires vendus durant cette période ; il arrive 4e au top 100 des albums de 2007 sur le site de vente en ligne CDJapan.
Il sort aussi en version "CD+DVD", avec une pochette différente et deux DVD supplémentaires : l'un d'eux contient les clips vidéo de quatorze des titres de l'album, et l'autre contient un documentaire sur le concert Best of Countdown Live 2006-2007, concert figurant sur le DVD de l'album "white".
L'album "black" (noir) contient quinze titres plutôt sombres (plus un titre caché) parus depuis la sortie du premier album compilation A Best en 2001, tandis que l'album "white" (blanc) contient des titres plus gais. Onze des titres de l'album "black" étaient déjà sortis en singles, dont deux sur les singles "multi-faces A" H (Hanabi) et & (Hanabi: Episode II), une en "face B" du single Inspire (Game), et une en "co-face A" du single Step You/Is This Love? (Is This Love?). 
La dernière chanson de l'album, Part of Me, est inédite ; elle ne sort pas en single, mais bénéficie d'un clip vidéo figurant sur le DVD, et sera certifiée "Or" avec 100 000 téléchargements légaux. Elle est suivie sur l'album d'un seizième titre caché en fin de piste après un "blanc sonore" : la chanson-titre de l'album Memorial Address, qui figurait aussi en titre caché similairement sur cet album. Les trois autres titres sont extraits des albums originaux Memorial Address (Because of You) et My Story (Walking Proud, About You).

## Liste des titres
Toutes les paroles sont écrites par Ayumi Hamasaki.
| 1.  | Dearest                                                            | Single ; album I Am...                      |  |
| 2.  | Carols (CAROLS)                                                    | Single ; album My Story                     |  |
| 3.  | No Way To Say (No way to say)                                      | Single ; album Memorial Address             |  |
| 4.  | Hanabi (HANABI)                                                    | Single H ; album Rainbow                    |  |
| 5.  | Walking Proud (walking proud)                                      | Album My Story                              |  |
| 6.  | Free and Easy (Free & Easy)                                        | Single ; album Rainbow                      |  |
| 7.  | Endless Sorrow (Endless sorrow)                                    | Single ; album I Am...                      |  |
| 8.  | Because of You                                                     | Album Memorial Address                      |  |
| 9.  | About You                                                          | Album My Story                              |  |
| 10. | Game (GAME)                                                        | Single Inspire ; album My Story             |  |
| 11. | Is This Love? (is this LOVE?)                                      | Single Step You... ; album (Miss)understood |  |
| 12. | Hanabi ~Episode II~ (HANABI ~episode II~)                          | Single & ; album Memorial Address           |  |
| 13. | Never Ever (NEVER EVER)                                            | Single ; album I Am...                      |  |
| 14. | Heaven (HEAVEN)                                                    | Single ; album (Miss)understood             |  |
| 15. | Part of Me (part of Me)                                            | Titre inédit                                |  |
| 16. | Memorial Address (Take 2 version) (titre caché en fin de piste 15) | Album Memorial Address                      |  |

| 1.  | Dearest (clip vidéo)             |  |
| 2.  | Carols (clip vidéo)              |  |
| 3.  | No Way To Say (clip vidéo)       |  |
| 4.  | Walking Proud (clip vidéo)       |  |
| 5.  | Free and Easy (clip vidéo)       |  |
| 6.  | Endless Sorrow (clip vidéo)      |  |
| 7.  | Because of You (clip vidéo)      |  |
| 8.  | About You (clip vidéo)           |  |
| 9.  | Game (clip vidéo)                |  |
| 10. | Is This Love? (clip vidéo)       |  |
| 11. | Hanabi ~Episode II~ (clip vidéo) |  |
| 12. | Never Ever (clip vidéo)          |  |
| 13. | Heaven (clip vidéo)              |  |
| 14. | Part of Me (clip vidéo)          |  |
| 15. | H (TV-CM) (clip publicitaire)    |  |

| 1. | Documentary Film of Best of CountDown Live 2006-2007 (documentaire) | 90:00 |